# Mathilda Lundström

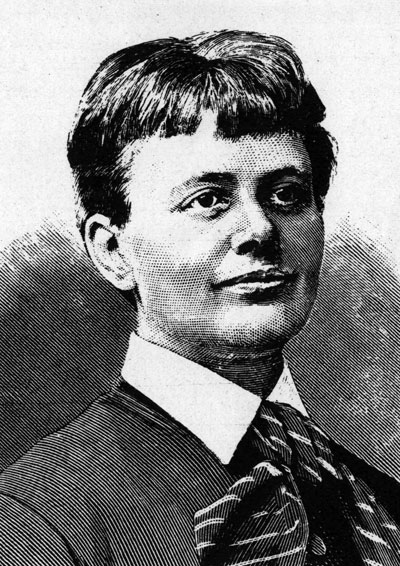
Mathilda Lundström

Ulrika Henriette Mathilda (Mattis) Lundström, född Tengbom 26 juni 1844 i Beatebergs socken i Skaraborgs län, död 16 mars 1908, var en svensk författare och teaterchef.
Hon var mest känd under signaturen Mattis. Sitt debutmanus skickade hon till Albert Bonnier under författarnamnet regementspastor A. Tengbom. Hon fick den i retur med några uppmuntrande ord. Därefter utspann sig en brevväxling som ledde till att hon kom att ge ut flera romaner, noveller och skådespel. Efter giftermålet med Georg Lundström 1873 slutade hon skriva.
Lundström fick två av sina dramer uppsatta på Kungliga Dramatiska teatern i Stockholm. År 1871 hade Kristina Gyllenstjerna premiär och 1872 hade Grim Viking premiär.
På 1880-talet drev hon tillsammans med Olefine Moe musikdramatisk verksamhet i Kristiania.